# Список українців та вихідців з України у США
У статті подано список визначних американців українського походження, які набули громадянство США, народились там або є їхніми нащадками.

## Актори
- Нік Адамс
- Ніна Аріанда
- Наталі Берн
- Сем Вонамейкер
- Зої Вонамейкер
- Наталі Вуд
- Джон Годяк
- Дастін Гоффман
- Джордж Дзундза
- Еріка Еленьяк
- Метт Зукрі
- Мілла Йовович
- Денні Кей
- Корот Алла
- Кирило Куліш
- Міла Куніс
- Оксана Лада
- Михайло Мазуркевич
- Боріс Макгівер
- Волтер Метгау
- Джордж Монтгомері
- Леонард Німой
- Лариса Олійник
- Джек Пеланс
- Сільвестер Сталлоне
- Анна Стен
- Віра Фарміґа
- Таїсса Фарміґа

## Військові
- Александр Віндман
- Мирон Дідурик
- Микола Кравців
- Ніколас Міньо
- Ніколас Орешко
- Майкл Стренк
- Джон Базіл Турчин
- Семуел Яскілка

## Інженери та підприємці
- Богдан Беймук — інженер, голова космічної програми «Сузір'я»
- Гаррі Вінстон — ювелір
- Стів Возняк — співзасновник фірми Apple
- Нік Голоняк — фізик і винахідник, «батько світлодіодів»
- Володимир Джус — промисловець та винахідник
- Павло Єременко — новатор і управлінець, виконавчий директор Google
- Ян Кум — програміст та підприємець, розробник месенджера WhatsApp, виконавчий директор Facebook
- Мартін Купер — інженер, «батько стільникового телефону»
- Максиміліан Левчин — співзасновник та головний інженер PayPal, віце-президент Google
- Джей Пріцкер — підприємець, засновник мережі готелів Hyatt
- Любомир Романків — провідний науковець компанії IBM в галузі комп'ютерних технологій
- Ігор Сікорський — авіаконструктор
- Степан Тимошенко — вчений у галузі механіки

## Художники та дизайнери
- Олександр Архипенко — художник та скульптор
- Яків Гніздовський — художник, графік, кераміст, мистецтвознавець
- Андрій Кушнір — художник
- Джим Стеранко — художник-графік, автор коміксів
- Білл Титла — аніматор студії «Дісней»

## Музиканти
- Рената Бабак — оперна співачка
- Леонард Бернстайн — диригент, композитор, просвітитель
- Петро Вільговський — композитор, хоровий диригент, аранжувальник та педагог
- Володимир Горовиць — піаніст, «король королів піанізму»
- Джордж Граб — барабанщик, гітарист, композитор та подкастер
- Євген Гудзь — вокаліст і засновник американського гурту Gogol Bordello
- Андрій Добрянський — оперний співак
- Боб Ділан — співак, композитор, поет і гітарист. Лауреат Нобелівської премії з літератури 2016 року
- Іван Дорощук — музикант, лідер рок-гурту Men Without Hats
- Білл Еванс — джазовий піаніст
- Джекі Іванко — співачка-сопрано, кіноактриса
- Ніко Кейс — співачка, музикант, композитор і автор пісень
- Юліян Китастий — композитор, співак, диригент, кобзар, бандурист, сопілкар
- Ленні Кравіц — рок-музикант, співак, композитор, актор
- Пол Плішка — оперний співак
- Святослав Ріхтер — піаніст та громадський діяч
- Доріан Рудницький — композитор і віолончеліст
- Мелані Сафка — вокалістка, гітаристка, композитор, автор текстів
- Марія Сокіл — оперна співачка-сопрано
- Стівен Тайлер — музикант, автор пісень, відоміший як лідер гурту Aerosmith
- Квітка Цісик — співачка
- Ніколь Шерзінгер — співачка, танцівниця та акторка

## Науковці
- Євген Волох — професор права
- Габріель Алмонд — політолог, спеціаліст в області теоретичної та відносної політології
- Георгій Гамов — фізик-теоретик, космолог
- Тарас Гунчак — учений-історик, громадський діяч, професор та політолог
- Феодосій Добржанський — еволюційний біолог, генетик і зоолог
- Катерина Езау — ботанік
- Георгій Кістяківський — фізик і хімік, один з творців першої атомної бомби
- Любомир Кузьмак — лікар-хірург
- Джейн Любченко — гідробіолог, професор Голова Національного управління з проблем океану і атмосфери США
- Брюс Едвард Мельник — астронавт
- Грегорі Менк'ю — економіст, професор Гарвардського університету
- Олександр Мотиль — історик, політолог, літератор і художник; дослідник імперіалізму та націоналізму
- Франк Сисин — історик, фахівець з історії України
- Гайдемарі Стефанишин-Пайпер — астронавтка
- Алекс Філіппенко — астрофізик і професор астрономії Каліфорнійського університету в Берклі
- Максвелл Фінланд — інфекціолог. Піонер дослідження застосування антибіотиків для лікування туберкульозу
- Мілтон Фрідман — економіст, відомий своїми роботами з макроекономіки, мікроекономіки, економічної історії, статистики та своєю позицією захисту вільного капіталізму
- Юрій Шевельов — славіст-мовознавець, історик української літератури, літературний і театральний критик
- Шпорлюк Роман — історик, професор
- Михайло Яримович — інженер винахідник в галузі літунсько-космічних дослідів у США
- Роман Яцків — фізик

## Письменники та журналісти
- Ніл Дональд Волш — письменник
- Стів Дітко — художник-мультиплікатор
- Валя Дудич Лупеску
- Дзвіня Орловська
- Чак Поланік — сатирик, письменник-фантаст і вільний журналіст
- Майк Ройко — журналіст, публіцист. Лауреат Пулітцерівської премії 1972 року
- Юрій Тарнавський — письменник і лінґвіст
- Олена Калитяк Девіс — поетеса

## Політики
- Марія Бек
- Девід Едвард Боніор
- Гері Джонсон
- Майк Ензі
- Кеті Козаченко
- Михайло Лучкович
- Кіріл Резнік
- Арлен Спектер

## Спортсмени
- Джоель Боломбой — баскетболіст
- Вейн Грецкі — хокеїст, найкращий бомбардир в історії НХЛ
- Майк Дітка — гравець в американський футбол, тренер
- Кід Каплан — боксер, чемпіон світу
- Дмитро Коваленко — футболіст
- Саша Коен — фігуристка
- Стів Коновальчук — хокеїст та тренер
- Ленні Крайзельбург — плавець, чотириразовий олімпійський чемпіон
- Боб Кудельскі — хокеїст
- Метт Кучар — гольфіст
- Варвара Лепченко — тенісистка
- Бронко Нагурський — гравець в американський футбол
- Ігор Ольшанський — гравець в американський футбол
- Саліта Дмитро — боксер
- Річард Сандрак — культурист
- Фліп Сондерс — баскетбольний тренер
- Євген Старіков — футболіст
- Кіт Ткачук — хокеїст
- Руслан Федотенко — хокеїст
- Євген Чижович — футболіст та тренер
- Воллі Щерб'як — баскетболіст

## Чиновники
- Крістофер Бойко — окружний суддя
- Лев Добрянський — президент Українського конгресового комітету США
- Павлина Добрянська — політичний і державний діяч США
- Борис Лушняк — контр-адмірал Служби охорони здоров'я США
- Роман Попадюк — дипломат і викладач, 1-й Надзвичайний і повноважний посол США в Україні
- Супрун Уляна Надія — в. о. міністра охорони здоров'я України
- Богдан Футей — суддя Федерального претензійного суду США
- Йосиф Харик — заступник міністра повітряних сил США
- Катерина Ющенко — дружина третього президента України Віктора Ющенка
- Яресько Наталія — міністр фінансів України

## Інші
- Василь Авраменко — балетмейстер, хореограф, актор, кінорежисер, педагог
- Кендра Вілкінсон — телезірка і фотомодель
- Ігор Вовковинський — актор зі зростом 230 сантиметрів
- Іван Дем'янюк — обвинувачуваний у злочинах під час Другої світової війни
- Едвард Дмитрик — кінорежисер, батько жанру «чорного фільму»
- Девід Коперфілд — ілюзіоніст та гіпнотизер
- Джулія Муллок — остання принцеса Кореї
- Рома Прийма-Богачевська — танцюристка, хореограф і педагог
- Стівен Спілберг — кінорежисер, сценарист, продюсер і монтажер
- Максим Чмерковський — танцюрист, чемпіон з латинських танців, хореограф, інструктор, телеведучий та кіноактор
- Гала Бахмет — художниця-костюмерка.
- Зоріанна Кіт — журналістка та акторка.